# Узорци креирања
У софтверском инжењерству, узорци креирања су пројектни узорци који се баве механизмима креирања објеката. Они покушавају да креирају објекте на начине погодне одређеној ситуацији, јер некад основни начин креирања објеката може да доведе до дизајнерских проблема или повећане комплексности дизајна. Узорци креирања решавају овај проблем контролом (на неки начин) креирање објекта.
Неки примери узорака креирања укључују:
- Уникат: Обезбеђује да класа има само једну инстанцу и даје глобални приступ тој инстанци
- Прототип: Специфицира врсте објеката који се креирају коришћењем прототипске инстанце и креира нове објекте копирањем прототипа
- Фабрички метод: Дефинише интерфејс за креирање објеката, али оставља поткласама да одлуче чије објекте креирају.
- Апстрактна фабрика: Обезбеђује интерфејс за креирање фамилија повезаних или зависних објеката без специфицирања конкретних класа фамилије објеката
- Градитељ: Раздваја конструкцију комплексног објекта од његове репрезентације тако да исти процес може да креира различите репорезентације
- Лења иницијализација: Тактички одлаже стварање објекта, израчунавање неке вредности или други скуп процес док он први пут не буде потребан